# 스케르초 (쇼팽)
프레데릭 쇼팽의 4개의 스케르초는 1833년에서 1843년 사이에 작곡된 독주 피아노를 위한 단악장 악곡이다. 그들은 거의 같은 시기에 작곡된 쇼팽의 4개의 발라드와 종종 연결된다. 이러한 작품들은 고전적 틀 안에서 구성되지만 기존의 표현적, 기술적 한계를 뛰어넘는 대규모 자율적 악곡의 예이다. 클래식 모델과 달리 쇼팽이 채택한 음악 형식은 유머나 놀라움의 요소가 아니라 "절망과 악마적 에너지의 몸짓"이 많이 사용된다.
1830년대 초부터 쇼팽은 폴란드를 떠난 후 음악 스타일이 크게 바뀌었고, 그의 뚜렷한 서명이 새겨진 기념비적인 규모의 뛰어난 단일 작품 악장으로 구성된 성숙기에 접어들었다. 4곡의 발라드, 4개의 스케르초, 2개의 환상곡( Op. 49, 61 ) 등 10개의 확장된 작품이 있었다. 이러한 음악적 변화는 삶에 대한 쇼팽의 새로운 태도에 의해 시작되었다. 피아니스트 작곡가로서의 그의 전망은 덜 매력적으로 보였다. 그리고 마지막으로 향수와 최근의 1830년 폴란드 봉기가 그를 영적으로 폴란드로 이끌었다. 그 결과 그의 음악은 연주보다는 작곡에 중점을 두게 되었다.
쇼팽의 초기 음악 스타일은 다니엘 슈타이벨트(Daniel Steibelt), 칼 마리아 폰 베버, 요한 네포무크 훔멜의 "훌륭한" 비루투오조 피아니즘에서 비롯되었다. 18세기 후반의 클래식 음악을 넘어 쇼팽의 후기 음악은 여러 면에서 찬란한 스타일을 부활시키고 초월했다. 1830년대 초에 쇼팽은 비엔나의 다중 악장 고전 스타일을 후속의 화려한 스타일로 바꾸는 데 성공했다. 그 시기부터 발라드 1번에서 소나타 형식을, 스케르초 1번에서 화려한 스타일을 식별할 수 있다. 마찬가지로 쇼팽의 두 후기 환상은 고전적인 건반 환상에 새로운 생명을 불어넣었다. 확장된 성숙한 작품의 경우 "발라드", "스케르초" 또는 "환상"과 같은 역사적 장르 제목이 쇼팽에게 분명히 의미가 있었다. 그러나 쇼팽 학자 Jim Samson 은 "궁극적으로 그는 그것들을 초월했다"고 말했다.
음악 형식 "scherzo"는 이탈리아어 단어 '농담'에서 비롯된다. 고전적인 형식의 이 작품은 일반적으로 활기찬 템포와 가벼운 분위기의 3박자 다중 악장 작업의 일부이다. 베토벤의 스케르초는 박자에 맞지 않는 특징적인 스포르잔도, 명확하게 표현된 리듬, 상승 또는 하강 패턴으로 이러한 유형의 움직임을 완벽하게 보여준다. 쇼팽 피아노 소나타의 스케르초는 특히 후기 소나타와 실내악을 위한 베토벤의 모델에서 시작한다. 음악적 깊이 측면에서 섹션 A와 B가 대조되는 A-B-A 구조, 3 박자, 뚜렷한 조음 및 스포르잔도 악센트와 같은 다양한 베토베니아적 특징이 보존되지만 쇼팽의 4개의 스케르초는 다른 더 큰 영역으로 들어간다. 그것들은 모두 presto 또는 presto con fuoco로 표시 되며 "장르의 규모와 표현 범위를 측정할 수 없을 정도로 확장"한다. 이 피아노 작품, 특히 처음 세 곡에서 처음의 경박함이나 유쾌함은 "거의 악마 같은 힘과 에너지"로 대체된다.
4개의 스케르초 각각은 갑작스럽거나 단편적인 주제로 시작하여 긴장이나 불안을 유발한다. 스케르초 1번의 시작 제스처는 질감, 역동성 및 범위를 포함한다. 거친 화음 뒤에 빠른 도꺠비불 같은 악절이 이어지며, 크레센도(크레센도)와 함께 상승하는 모티프가 동작 중에 반복된다. 스케르초 2번에서는 초기의 단편적인 소토의 웅성거림에 이어 극적이고 강력한 반응이 뒤따르며 이 모든 것이 반복된다. 3번 스케르초를 시작하는 제스처는 2번 스케르초와 비슷하지만 덜 발음된다. 4번 스케르초의 시작은 두 가지 대조되는 질감과 하모니를 번갈아 나타낸다. 첫 번째는 차분한 코드이고, 그 다음에는 역동성과 함께 오르락내리락하는 더 빠른 아치형 모양이 있다. 요약하면 쇼팽은 1악장 스케르초를 초기의 짧고 대조되는 음악적 아이디어에서 처음 들은 단편적인 시작 제스처에서 작품이 성장하는 장르로 확립했다.